# ユーラシアエクスプレス殺人事件
ユーラシアエクスプレス殺人事件（ユーラシアエクスプレスさつじんじけん）は、エニックス（現：スクウェア・エニックス）より1998年11月26日に発売された、全編実写映像を特徴とするプレイステーション用ソフトウェア。映画やドラマのように一方的にストーリーを追うのではなく、出演者たちと会話をすることでストーリーが進展していくジャンルとなる。「シネマアクティブ」第1弾。製作はフォーサム、開発はシステムサコム。

## ゲーム内容
- ゲームシステムとしては客室やキャビンにいる教師や生徒、車掌に聞き込みをしたり証拠になるアイテムを入手して犯人を推理していくというもの。「停車駅までの2時間」は現実のプレイ時間のリミットとして設定されている。
- 「好感度」のパラメータが隠しとして設定（つばさも含む）されており、事件解決後に一番好感度が高い生徒とのキスシーンが入る。「好感度」は基本的に相手との会話で上がるが、相手を怒らせるような質問（セクハラ関連の質問など）をしたり、話しかけずに相手を凝視し続けたりすると下がる。後者の行動をとったり、客室で行動しないでいると相手が怒って客室から追い出され一定時間その部屋に入れなくなる。
- 時間切れになるとゲームオーバー（時間はアイテムの懐中時計を確認することで判断できる）。また、登場人物の不興を買って一定割合の客室に入れなくなってもゲームオーバーになる。

## ストーリー
私立探偵である主人公（プレイヤー）は、「黎明女学園」に通う助手の片岡つばさに依頼され、修学旅行に合流するため、中国の上海を出発するユーラシアエクスプレスに乗り込む。上海を出発してすぐに列車内で引率の教師が何者かに殺されてしまうという殺人事件が発生する。主人公はつばさと共に次の停車駅までの2時間を使い、殺人事件を解き明かしていく。

## 主な登場人物
を元に記載。
主人公
探偵事務所の主人。105号室。助手のつばさに頼まれ、修学旅行に付き添う形で同行する。一人称の視点でプレイするので容姿は確認できない。
田宮京子（たみや きょうこ）
演 - 榎本加奈子
1981年7月27日生まれ、17歳、A型、東京都世田谷区出身、157cm/40kg、B78/W56/H80
2年A組生徒。101号室。バスケットボール部キャプテン。祖父は株式会社田宮製造の会長で父は広報担当。努力家で周囲からの信頼が厚いなど、リーダーシップを発揮する。バイオリンを弾くことができ、3歳から始めて、14歳で関東バイオリンコンテストで優勝したことがある。真由美とは親友だったが、宇佐美の件で関係がギクシャクしている。また、宇佐美が殺された時に悲しくなかったことから、愛情がないことを悟った。
佐野はるか（さの はるか）
演 - 馬渕英里何
1981年6月30日生まれ、17歳、B型、神奈川県川崎市出身、158cm/42kg、B80/W58/H80
2年A組生徒。103号室。バスケットボール部所属。父は株式会社佐野クリエイトの社長で一代で会社を作った人物。短髪でボーイッシュな印象を持つ。真由美以上に淡白で無愛想で、会話を好む性格ではなく、いつも一人でいるが田宮京子とは仲が良く、彼女には尊敬と憧れを持っている。手紙を書いたことは一度もない。嘘をつくと髪をかきあげる癖がある。エンディングでは笑顔を見せる。
本郷あみこ（ほんごう あみこ）
演 - 佐藤仁美
1981年6月18日生まれ、17歳、AB型、神奈川県横浜市出身、156cm/42kg、B82/W59/H85
2年A組生徒。104号室。3歳から日本舞踊を習い始め、日本舞踊師範の資格を持つ。人見知りをしない明るい性格。字を書くのが苦手で自分で言ってしまうほどに頭が悪いようで質問しても、答えが返ってこないことがあるが、つばさからは「何でも出来ちゃう」、「本人は気づいていないだけで実は才能がある」と評されている。デジタルカメラでの撮影や写真が好きで手がかりになる写真を提供してくれる。
和田雪乃（わだ ゆきの）
演 - 新山千春
1982年3月19日生まれ、16歳、A型、神奈川県横浜市出身、165cm/46kg、B83/W55/H85
2年A組生徒。104号室。クラブ活動は弓道部に所属していたが、1年生の2学期に軽音楽部から移ってきた。クラス委員。弓道部所属。細い三つ編みを両肩に垂らした髪型が特徴。あまり積極的ではなく、口数も少なく、つばさからも「真面目だけど、ちょっと消極的」と評されている。実は、つばさに手紙を出した人物だが、これは「たまたま、立ち話で修学旅行で人を殺す」という話を聞いたことで、偽の手紙を出して、つばさを頼ったことによるもの。
土井原早苗（どいはら さなえ）
演 - 深田恭子
1981年8月19日生まれ、17歳、O型、東京都世田谷区出身、163cm/45kg、B83/W60/H85
2年A組生徒。102号室。事件の第一発見者。お嬢様育ちで精神的に脆く、死体を発見したショックのため捜査がかなり進展した後でないと話を聞けない。おとなしくて真面目で勉強熱心な性格。英語が堪能であり、中等部の時には、英語暗唱大会で優勝している。
森沢千夏（もりさわ ちなつ）
演 - 加藤あい
1981年11月24日生まれ、16歳、B型、愛知県名古屋市出身、157cm/41kg、B78/W55/H80
2年A組生徒。101号室。天真爛漫な口調で社交的だが、その実ぶりっこで自己中心的で友人がいない。アクセサリーコレクターであり、エンディングでは主人公にひとつ渡す。
山路真由美（やまじ まゆみ）
演 - 中島礼香
1981年5月25日生まれ、17歳、O型、奈良県五條市出身、154cm/43kg、B84/W56/H82
2年A組生徒。103号室。淡白で無愛想だが、大人びて、しっかりした感じが、そう見えるだけであって、実際にはリーダーシップを発揮して皆から信頼されるタイプ。実は宇佐美と付き合っていたが、学園祭の最終日に別れを告げられ、殺意もあったというが自分はやっていないと語っている。京子とは親友だったが、宇佐美の件で関係がギクシャクしている。
片岡つばさ（かたおか つばさ）
演 - 東山麻美
1981年9月25日生まれ、17歳、O型、東京都武蔵野市出身、159cm/45kg、B80/W58/H84
2年A組生徒。最初から生徒だったのではなく転校で学園にきた生徒であり、あまり学園の内情にくわしくない。105号室。主人公の探偵事務所の助手であり、ゲーム中では立場上、実質的な準主人公とも言える。1995年に主人公が吉祥寺で聞き込み調査で聞いてきたのが出会いであり、それを機会に探偵社に出入りする。彼女の元へ来た手紙から物語が始まる。自室にいる時（話を聞けるのはこの時だけ）以外は常に主人公についてくる。主人公に対する信頼は絶大で無関係者であるにもかかわらず、修学旅行に同行をお願いしたほどだが、プレイヤーの行動によっては変呼ばわりされることもしばしば。助手としては頼もしく、彼女が事件の解決に関係するものを見つけることがある。
西倉孝一（にしくら こういち）
演 - 田口浩正
1967年4月16日生まれ、31歳、B型、長野県松本市出身、180cm/100kg、B117/W110/H115
2年C組担任。化学教師。書道部・囲碁部顧問。真面目で悪い人間ではないが、短気で高圧的。捜査の観点から無関係者で警察関係者でもない主人公を信用していない。スポーツは苦手で推理小説を沢山読んでいる。主人公に対しては相変わらず不信感を抱きながらも、徐々に捜査に協力するようになる。
伊吹かおる（いぶき かおる）
演 - 斉藤陽子
1967年1月22日生まれ、31歳、AB型、千葉県市原市出身、170cm/52kg、B93/W60/H90
学校医。高校卒業後に一浪し1986年に黎明医科大学に入学し、卒業後に随属病院に研究員として所属し、1993年に大学時代の恩師、岡島教授の推薦で黎明女学院に担当医として赴任 。クールで客観的であり、主人公に対しては中立的な態度をとり、西倉の主人公に対する不信感を責めなければ、吉川の主人公に対する判断も否定しなかった。読書家で芸術にも詳しい。保健医ではなく、れっきとした医者であり、宇佐美を検死し、死亡診断書を作成した。
吉川真知子（よしかわ まちこ）
演 - 大野幹代
1972年12月26日生まれ、25歳、A型、石川県金沢市出身、167cm/48kg、B82/W58/H87
2年A組担任。英語教師。演劇部顧問。真面目で一途で生徒思いだが、真面目すぎるがゆえに視野の狭いことをしてしまうこともしばしば。眼鏡をかけているが、伊達という噂もある。生徒の不安をなくし、事件が起きた深刻さを解決するためにも、つばさの推薦もあり、事件の解決の為にも主人公に捜査を一任した。彼女からもらった、修学旅行のしおりも立派な捜査解決のアイテムとなる。
宇佐美啓介（うさみ けいすけ）
演 - 芹沢礼多
1970年4月8日生まれ、28歳、AB型、神奈川県藤沢市出身、172cm/62kg、B95/W73/H90
2年B組担任。106号室。体育教師。テニス部・スキー部顧問。曾祖母は学園の創始者で理事長宇佐美雄之介も血縁にあたる。規律に厳しい所もあるが、気さくで話が面白く、生徒から人気があったが、次第に彼の本性が明らかになり、複数の女子生徒と交際していたことが明らかになる。右手の薬指に指輪をしているが、死体からは取り外されている。殺人事件の被害者。刺殺死体で発見される。
馬渕亮平（まぶち りょうへい）
演 - 高田純次
1948年10月29日生まれ、49歳、A型、静岡県静岡市出身、175cm/61kg、B94.5/W84/H95
ユーラシアエクスプレス号乗務員。後部車両接客係。

## その他登場人物
- 近町小夜：佐伯日菜子
- 江東ユリ：矢沢心

2年A組の生徒。おてんばで元気はつらつな性格。後頭車両にいるが連絡扉が開かなくなったので戻ってこれないでいる。
- 近町小夜（11歳）：芦刈悠子
- 本郷あみこ（11歳）：山崎綾乃
- 橋本加子（11歳）：石渡夕貴
- 女生徒：林由香、相沢しの、秋本麻衣、新舞りあす、五十嵐結花、今井理恵、植木華、大泉恭子、奥田美穂子、上郁香、可愛ゆいか、河内気恵、栗原由紀子、下野有子、杉山恵、武井さとみ、西村ますみ、仁藤三紗子、羽出直美、萩原こうこ、長谷川由夏、長谷川亜美、福島るみ、樋口亜由美、藤田愛、藤井綾乃、町野瞳、冬花ひとみ、渡辺小百合、三橋友美
- 学園長：日野日出志
- タクシードライバー：吉野弘幸
- 受付：金子一馬
- 警官：佐藤浩一、本田浩司
- 旅行者：小島秀夫、吉岡基行、飯野賢治、黒田愛実、森川幸人、谷口誠、板野一郎、セイン・カミュ、ジャクリーン・シラス、ニール・ハレルヤ、Alex、丹沢はづき
- 竹内進一郎：嶋田久作
- カレン浅利：川村一代

ユーラシアエクスプレス号の乗務員。カウンターバーの接客係。
- 近町佳恵：島本須美

近町小夜の母親。
- 本郷サヨ：南美江
- 小比木玲子：桜井智、雛形あきこ、矢田亜希子、種子

東京にいる事務所の秘書。エンディングで登場するがどのようにプレイしたかによって容姿（演じる女優）が変わる。

## 開発
本作のプロデューサーの齊藤陽介が2019年にAUTOMATONに述べたところによると、本作に実写取り込みを導入したのは、エニックスの創業者である福嶋康博が、CGは制作費が高くつくため、やり直しのきかない実写なら費用を抑えられるだろうと考えたためだとされている。
齊藤はこれについて、実写ゲームのヒット例がなかったため、実はやりたくなかったが、映画のようなゲームを作りたいと、広告代理店・大手映画会社に話をしたところ、制作側が乗る気になったため、やるからにはとことんやろうと語っている。また企画・製作総指揮の高島健一は「ゲームという土俵でテレビや映画の手法を使って表現する。この新しい可能性に挑戦してみよう」としたと語っている。
当時珍しかった実写取り込みに挑戦するにあたり、シンプルなゲームデザインが求められ、ジャンルはミステリに決まった。また、映像の容量が膨大になったことから、シナリオのボリュームは2時間以内に制限された。
齊藤は『ナイトトラップ』という実写取り込みを用いたホラーゲームをプレイし、なぜつまらないのかを考えた末、女性と目線を合わせる場面の少なさに気づき、『同級生』や『ときめきメモリアル』といった恋愛を題材としたゲームを研究することにした。
また、本作の直前にスクウェアから発売された『アナザー・マインド』でホリプロの所属タレントを中心としたキャスティングが行われていたことを受け、齊藤は事務所が売り出したいタレントばかりがキャスティングされると考え、マルチヒロインシステムの導入に踏み切った。
本作においては複数の場所で撮影が行われこのうち、1号室の個室、通路、乗務員室、ラウンジは日活撮影所のスタジオで行われた一方、上海駅の通路の撮影は府中競馬場の通路で行われた。
なお、登場人物が通う「黎明女学園」のモデルとなったのはフェリス女学院で設定上の住所も同学院と同じだが、撮影協力した学校は明倫高等学校。

## 主なスタッフ
- 企画・製作総指揮：高島健一
- プロデューサー：西国晃、真木透
- 製作プロデューサー：菊地美世志、山仲浩充
- 脚本：中島吾郎
- 脚本・監督：岡田周一
- 監督助手：石川久、遠藤健一、白石克則、川野浩司
- 画コンテ：門脇孝一
- 制服デザイン：田中里枝
- 音楽：梅林茂
- CGプロデューサー：中村一夫
- 撮影協力：明倫高等学校
- 製作協力：フィルムメイカーズ
- システムサコム・テクニカルプロデューサー：井上雅晴
- システムサコム・テクニカルディレクター：廣澤忠隆
- システムサコム・メインプログラマー：増沢茂
- エニックス・プロデューサー：齊藤陽介
- エニックス・エグゼクティブプロデューサー：千田幸信、本多圭司
- エニックス・パブリッシャー：福嶋康博
- 製作：エニックス、フォーサム

## 反響
本作は実写ゲームは売れないというジンクスをはねのけ、ヒットした。齊藤はヒットの理由について、当時新人だった深田恭子と加藤あいが頑張ったのだろうと話している。